# 恆常所得假說
恆常所得假說（英語：Permanent income Hypothesis，縮寫為 PIH），由美國經濟學家米爾頓·傅利曼所發展出的消費理論，在1957年提出。所謂的恆常所得（permanent income）是指長期的預期平均收入。簡單來說，這個假說認為，消費者做出的選擇，它所形成的消費模式，是由消費者的永久收入（permanent income）的改變來決定，而不是暫時收入的改變。這個理論的主要結論是，暫時性的收入改變，對消費支出行為只會有很小的影響，但是永久收入的改變，對消費支出行為則會有很大的影響。

## 概論
约翰·梅纳德·凯恩斯曾經提出「總合消費的數量主要是由總合收入的量來決定」這個論點。根據凱恩斯的看法，消費支出只受當期所得的影響。但是在實證資料上，這個論點的說明性不足。由家庭收支調查的資料，得出的消費函數，自發性消費支出大於零，邊際消費傾向較小。反之，由國民所得統計所畫出的消費函數，自發性消費支出幾乎等於零，邊際消費傾向的值則較大。
典型的凱恩斯消費理論不能解釋當美國的實質收入增加時，儲蓄率恆常不變的狀況。為了修正凱恩斯的看法，以及解釋實證資料，在1940年代至1950年代間，經濟學家提出許多新的模型，其中最著名的是生命週期假說與恆常所得假說二者。這兩種模式都假設，家庭消費支出主要決定於正常所得，其基本假設類似，因此有人將這兩種模型合併，稱為生命週期-恆常所得假說（Life Cycle-Permanent Income Hypothesis）。
米爾頓·傅利曼在1957年出版《消費函數理論》（A Theory of the Consumption Function），提出了恆常所得假說。當時其他假說中，有很多都被包括進這個假說中，被當成一種特例處理，當時的實證資料也支持他的理論，因此這個假說很快就在總體經濟學界被接受。